# 煙草粉蝨
煙草粉蝨（学名：Bemisia tabaci），又名甜薯粉蝨，为粉蝨科伯粉蝨屬下的一个物种，屬於重要的农业有害動物。國際自然保護聯盟物種存續委員會的入侵物種專家小組（ISSG）列為世界百大外來入侵種。
2011年，一項研究發現煙草粉蝨事實上是一個复合种，由至少40個形態學上可分辨的不同物種所組成 ，以不同的拉丁字母表示不同的生理小種。例如：銀葉粉蝨（Bemisia argentifolii）現時被認為是煙草粉蝨的B生理小種（biotype B）。 
這個物種遍佈全世界的熱帶、亞熱帶及偶爾出現於溫帶的棲息地。寒冷的氣溫可殺滅本物種的成蟲與若蟲。外型上本物種或會跟黑腹果蝇（Drosophila melanogaster）混淆，但煙草粉蝨的體型較細小，而且其翅膀的獨特顏色使牠們能夠跟其他形似的物種分辨開來。

## 外部連結
- silverleaf whitefly （页面存档备份，存于） on the 佛罗里达大学 / Institute of Food and Agricultural Sciences（英语：Institute of Food and Agricultural Sciences） Featured Creatures
- USDA Whitefly Knowledgebase
- CISR – Silverleaf Whitefly （页面存档备份，存于） Center for Invasive Species Research summary on Silverleaf Whitefly
- Species Profile – Silverleaf Whitefly (Bemisia argentifolii) （页面存档备份，存于）, National Invasive Species Information Center, United States National Agricultural Library. Lists general information and resources for Silverleaf Whitefly.